# Анђелија
Анђелија је име које се користи у словенским земљама, пре свега у Србији, где је изведено од имена Ангелина
или Ангел. Потиче из грчког језика и има значење „божји гласник“.

## Популарност
У Србији је ово име 2018. године било на 36. месту по популарности. 
У Хрватској је током 20. века ово име било популарно до 60-их година и то више међу хрватским становништвом, посебно у Ердуту, Сиску и Книну.